# Церковь Димитрия Солунского (Великий Новгород)
Церковь Дими́трия Солу́нского — приходской православный храм в Великом Новгороде, близ перекрёстка улиц Фёдоровский ручей и Большой Московской. Относится к Новгородской епархии Русской православной церкви. В непосредственной близости от неё находится церковь Климента.

## История
Церковь была заложена в 1381 году на Славкове улице. Как сообщает в своих сочинениях архимандрит Макарий, в Новгороде в то время было ещё несколько Дмитриевских церквей: на Буяне, Дославле (или Даньславле), на Лубянице, на Торгу и в Зарядье. Он же сообщает о том, что впервые эта церковь упоминается под 1261 годом, когда 22 ноября по новому стилю она сгорела. Второй раз она была отмечена только через 120 лет, в указанном 1381-м году. Тогда «в лето же 6889 заложиша церковь каменну святый Дмитрей на Славкову улицу». Через год, в 1382 году, строительство закончилось, и новгородским владыкой Алексеем, с попами и клиросом Софийского собора храм был освящён в ознаменование победы Дмитрия Донского над Мамаем в Куликовской битве. В то время главный вход в церковь был с южной стороны, поскольку между ней и стоящей поодаль церковной колокольней проходила большая Московская дорога.

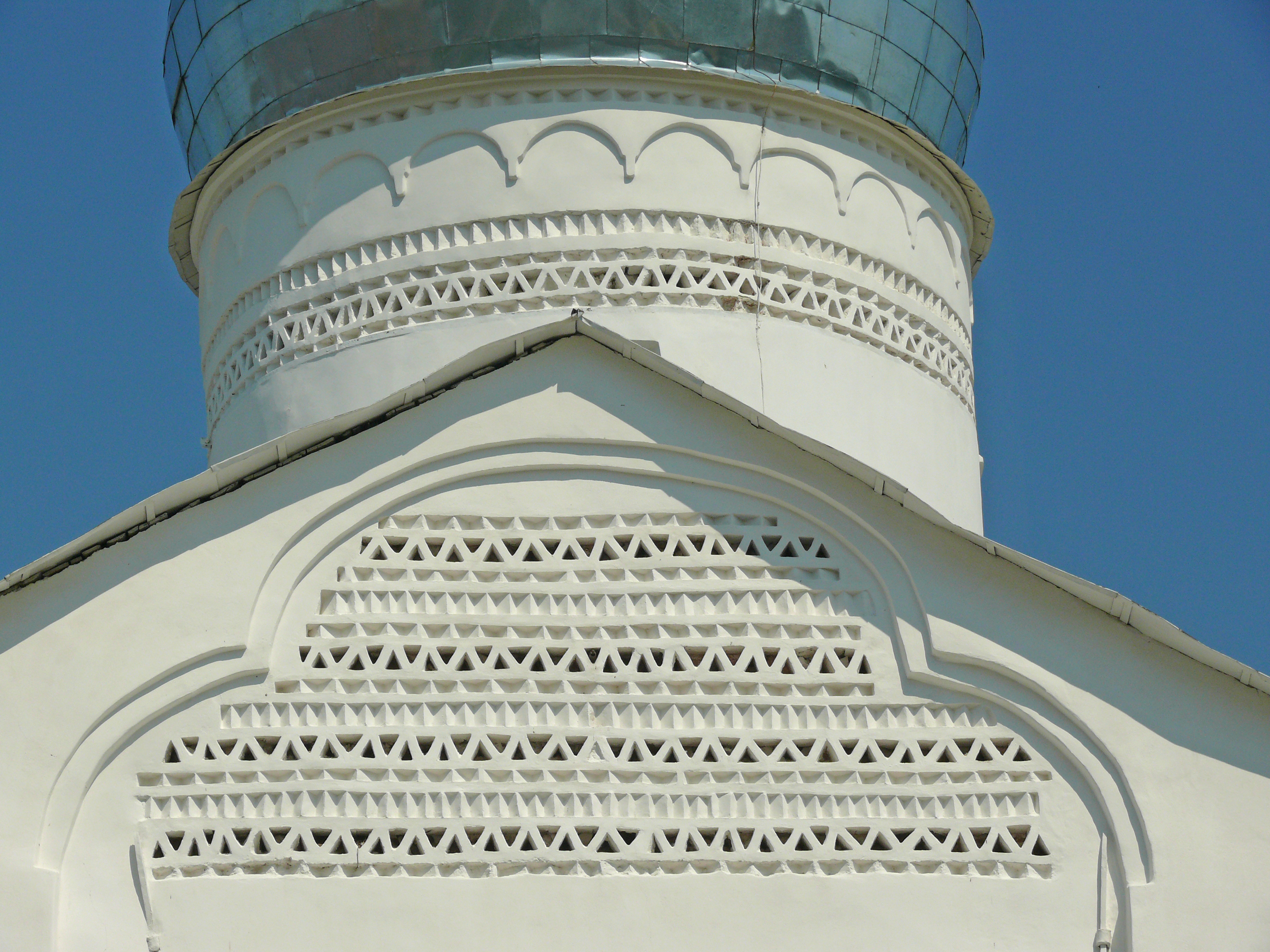
Кирпичный орнамент церкви

Там же летописец отмечает, что вскоре церковь «за мало дней рассыпася». Известно также, что она множество раз горела и восстанавливалась. При церкви велась запись наиболее значимых событий, и указанные даты несколько расходятся с другими источниками.
В XV веке в церкви имелось два престола — в честь Дмитрия Солунского и престол Усекновения Главы Иоанна Предтечи. Позднее добавляется ещё два: на хорах — в честь Бориса и Глеба, а в 1810 году — западный, в честь Нила Столобенского.
Внешний вид церкви примечателен своим богатым кирпичным орнаментом, который в виде бегунца и поребрика покрывает верхнюю часть среднего членения южного и восточного фасадов.

## Колокольня
В 20 м к югу от церкви расположена колокольня. Точных данных о её постройке не имеется. Дореволюционные авторы М. Толстой и В. Ласковский, а также архимандрит Макарий относят её появление к 1691 году, не указывая при этом источник сведений.
Как показали исследования, колокольня сохранилась почти без перестроек. В прошлом её каменный шатёр (как и сегодня) был покрыт кованым железом, глава была обита белой жестью и увенчана позолоченным крестом. На ярусе звона висели 9 колоколов, самый массивный из которых был отлит в 1735 году и весил 76 пудов. Во второй половине XIX века к колокольне с трёх сторон были пристроены небольшие здания: с запада — каменный двухэтажный жилой дом, с востока — протяжённая одноэтажная деревянная постройка, и некая пристройка с южной стороны. При их сооружении был заложен дверной проём, ведущий на внутристенную лестницу колокольни. Взамен был пробит новый.

## XX век
Сегодня вход в колокольню находится с западной стороны. После Великой Отечественной войны из всех колокольных пристроек сохранилась (частично) лишь западная. Впоследствии она была снесена и сегодня колокольня представляет собой отдельно стоящую постройку.
Сама церковь во время войны получила относительно небольшие повреждения. Была утрачена глава купола (при уцелевшем барабане и купольном своде) и кровля, в западном и южном приделах — кровля и перекрытия. Колокольня не пострадала. В 1947—1949 годах реставрацией церкви занималась Любовь Шуляк.
С 2005 года о предоставлении ей этого храма ходатайствовала община Русской православной старообрядческой церкви. Однако в июле 2012 года, согласно федеральному закону о передаче религиозным организациям имущества, находящегося в государственной или муниципальной собственности, церковь была передана Новгородской епархии Московской Патриархии.